# Erling Kjellsby
Erling Kjellsby, född den 7 juli 1901 i Oslo, död den 20 februari 1976, var en norsk organist och kompositör.

## Biografi
Efter studentexamen 1920, studerade Kjellby vid Lärarhögskolan och en orgelskola (bl. a. under Brustad). Efter en tid på Fartein Valen debuterade han 1933. Han fick uppdrag som organist i Uranienborgs kyrka 1936 och utsågs till lektor i musik vid Lärarhögskolan i Oslo 1938, där han under många år var skolans körledaren och ofta figurerad i radioutsändningar.
Som organisationsman, var han under lång tid sekreterare i Norsk komponistforening (1945-1962), samt i ledningen för musikgruppen av Oslo Filharmoniska Orkester och Riksorganisationen för organister. Han var också dirigent för Oslos Arbetarsångförening.
Kjellsby har komponerat inom flera olika musikområden. I hans repertoar finns orkesterverk, såsom Song (1929), Norsk Rhapsodi  (1937) och Chaconne och fuga (1940), fyra stråkkvartetter, där nr 2 och nr 3 är de mest kända, samt sakral musik av olika slag, bland annat Melodie Symphonique för orgel och många koraler. Av hans kompositioner var de flesta nyromantiska och nyklassiska, inklusive flera verk för kör, stråkkvartetter, större orkestrar, orgel, piano. Bland hans romanser nämns Skummel natt ved Troldtjernet, inspelad av Kjell Bækkelund.